# Чирич, Милован
Милован Чирич (серб. Милован Ћирић / Milovan Ćirić; 12 февраля 1918, Белград — 14 октября 1986, Белград) — югославский футбольный тренер.

## Карьера
Начал карьеру в клубе «Партизан», затем работал на родине со сборной Югославии, «Хайдуком», ОФК и «Црвеной звездой», в Италии с «Лацио», в Турции с «Бешикташем», в Испании с «Валенсией», со сборной Израиля, завершил карьеру Чирич в Индии, работая с местными командами и национальной сборной.